# SS Great Eastern

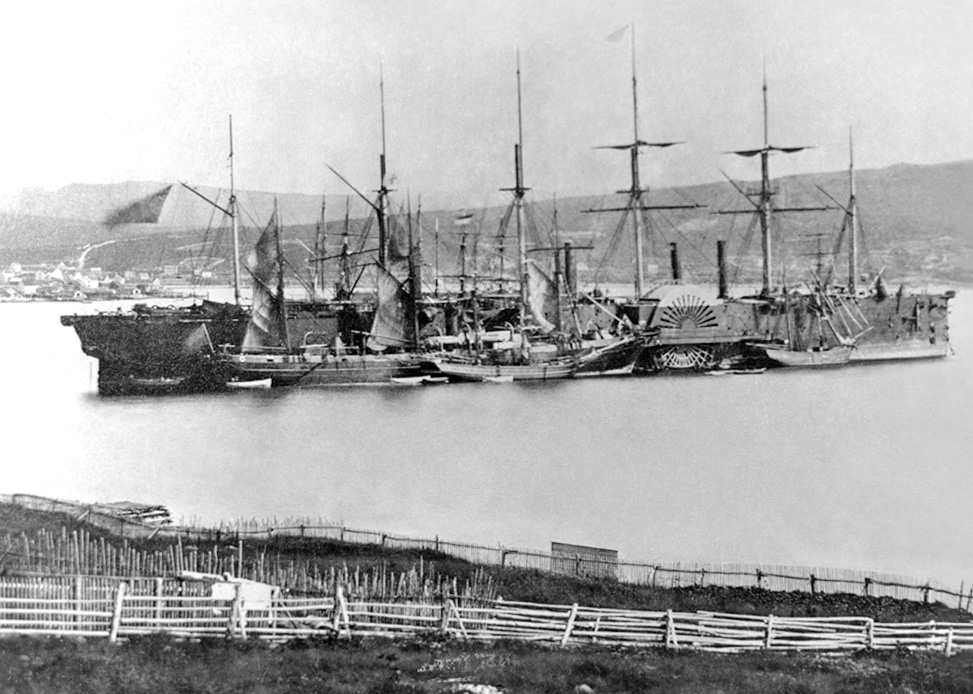
„Great Eastern” od strony rufy, z przycumowanymi obok mniejszymi jednostkami

SS Great Eastern (wstępna nazwa Leviathan) – statek parowy zaprojektowany przez Isambarda Kingdoma Brunela, zwodowany w 1858 i oddany do eksploatacji po jego śmierci. Był wówczas największym na świecie parowcem.

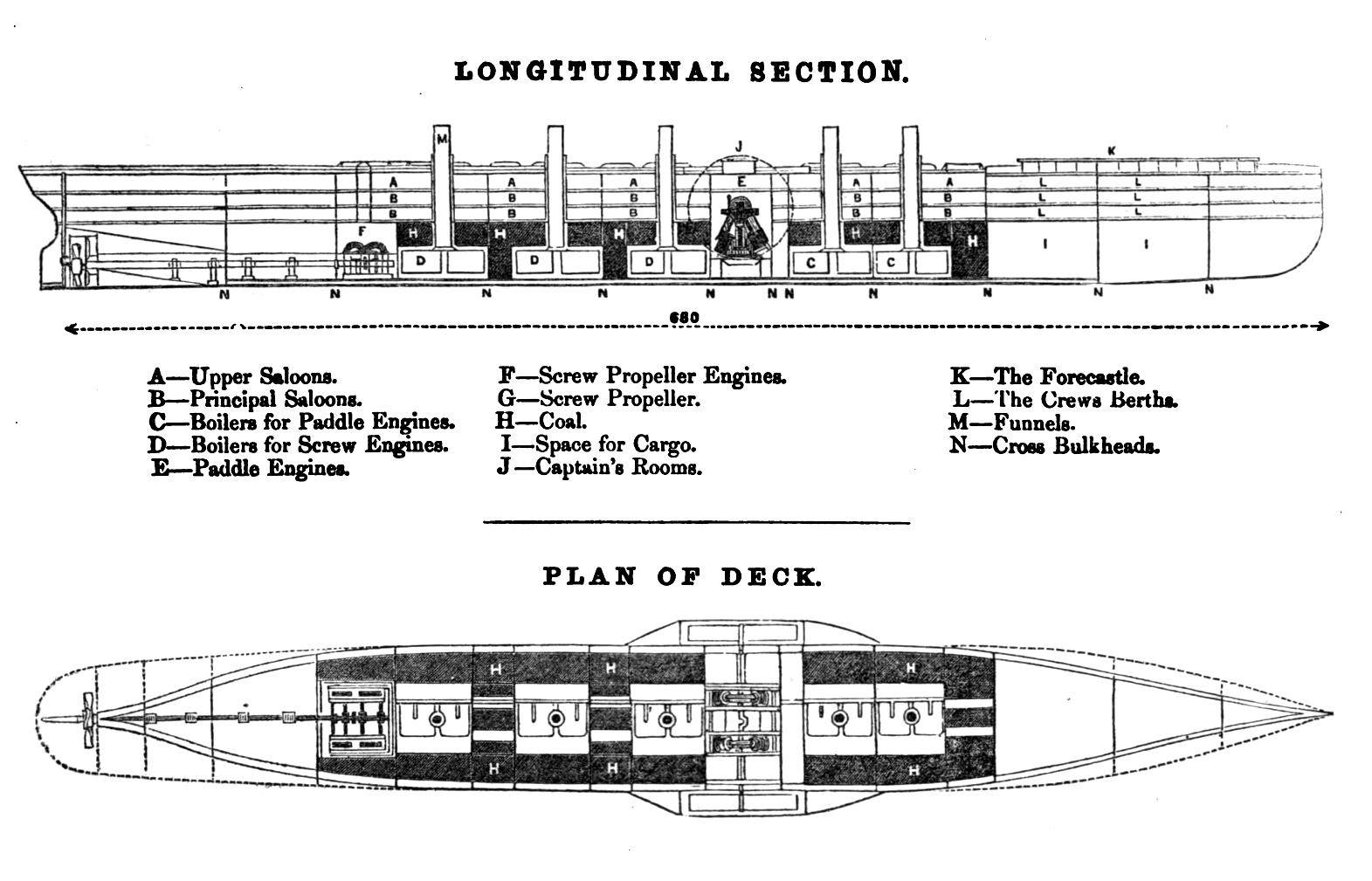
Przekrój i plan pokładu SS Great Eastern

## Historia
Jego pojemność wynosiła 18 914 BRT, długość – 211 metrów, szerokość – 25 metrów, wysokość – 18 metrów (dla porównania wymiary wybudowanego pół wieku później, zatopionego przez górę lodową „Titanica”: długość – 269 metrów, szerokość – 29 metrów, wysokość kadłuba – 18 metrów).
SS Great Eastern posiadał podwójne stalowe poszycie oraz dwa pędniki – czterołopatkową śrubę napędową i dwa koła łopatkowe średnicy 17 m. Jako napęd pomocniczy posiadał także możliwość rozpięcia ożaglowania na sześciu masztach. Umożliwiał przewiezienie w rejsie dookoła świata bez zawijania do portów 4000 pasażerów. Statek w trakcie eksploatacji trapiły liczne awarie. Jego pech rozpoczął się w dniu wodowania 3 listopada 1857 roku, kiedy nie zsunął się z pochylni do wody, przy czym zginęło w wypadku kilku robotników. Wodowanie nastąpiło po wielu próbach po trzech miesiącach 31 stycznia 1858 roku. Nigdy nie miał kompletu pasażerów co sprawiało problemy z uzyskaniem rentowności.
W pierwszy rejs wyruszył z Southampton do Nowego Jorku 16 czerwca 1860 roku, wioząc jedynie 35 pasażerów. W USA spędził dwa miesiące, będąc udostępniany za biletami, po czym odbył rejs powrotny do Anglii. W kolejnym rejsie rozpoczętym 10 września 1861 roku został uszkodzony przez silny sztorm na Atlantyku i musiał zawrócić, a spośród 400 pasażerów, wielu odniosło rany. W sierpniu 1862 roku uszkodził dno na skale pod Nowym Jorkiem i musiał być tam remontowany przy użyciu kesonu.
Kłopoty ze znalezieniem dostatecznej liczby pasażerów sprawiły, że został przebudowany na kablowiec i posłużył w 1865 do ułożenia 4200 kilometrów kabla na dnie Atlantyku, a w 1870 położył kabel telegraficzny między Bombajem i Adenem. W roli kablowca miał więcej szczęścia, niż jako transatlantyk. W 1867 roku jeszcze ponownie został użyty jako statek pasażerski z Nowego Jorku na wystawę światową do Paryża i z powrotem oraz ponownie do Francji; wówczas też jednym z pasażerów był pisarz Jules Verne. Powrócił następnie do roli kablowca. Pocięty na złom w 1889.

## W kulturze
Rejs Great Eastern w 1867 posłużył pisarzowi Juliuszowi Verne’owi za inspirację do napisania książki Pływające miasto wydanej przez Pierre’a Jules’a Hetzela w cyklu Niezwykłe podróże.
Great Eastern pojawia się w utworze Stinga Ballad of the Great Eastern z albumu The Last Ship wydanego w 2013 r.